# Heliotropium stenophyllum
Heliotropium stenophyllum, con el nombre común de Palito negro, es una especie de planta fanerógama perteneciente a la familia Boraginaceae. 

## Distribución
Es un endemismo de Chile. Su hábitat natural son los semi desiertos costeros del norte de, en la 3 4 4 Región.

## Taxonomía
Heliotropium stenophyllum fue descrito por Hook. et Arn. y publicado en The Botany of Captain Beechey's Voyage 38. 1841[1830].
Etimología
Heliotropium: nombre genérico que deriva de Heliotrope (Helios que significa en griego "sol", y tropein que significa "volver") y se refiere al movimiento de la planta mirando al sol.
stenophyllum: epíteto latíno que significa "con hojas estrechas"
Sinonimia
- Heliotropium rosmarinifolium Phil.
- Heliotropium stenophyllum var. rosmarinifolium Clos	[2]